# جوانما (لاعب كرة قدم مواليد 1966)
جوانما (بالإسبانية: Juanma Suárez del Valle)‏ هو لاعب كرة قدم إسباني في مركز الوسط، ولد في 4 مارس 1966 في Luanco ‏ في إسبانيا. لعب مع ريال سبورتينغ خيخون ونادي غرناطة.